# Rose Tattoo
Rose Tattoo é uma banda hard rock australiana formada em 1976.

## História
Em 1976, Peter Wells, baixista dos Buffalo, decide formar uma banda de street rock'n'roll. As condições para os candidatos entrarem para a banda eram suis generis: ter tatuagens, cabelo curto, camisetas pretas lisas e, se a isto se juntasse uma ficha policial melhor ainda. A ele se juntou Angry Anderson, ex-Buster Brown, que reunia os requisitos e ainda por cima cantava bem.
Influenciados pelo Rolling Stones e pelo Small Faces, o grupo estreou ao vivo na passagem desse ano e pouco depois assinavam pela Albert Productions por indicação do AC/DC. Em 1977 gravam o primeiro single, "Bad Boy for Love", produzido por Harry Vanda e George Young, sendo este ultimo irmao de Malcolm Young e Angus Young dos AC/DC.
Em 1978 seu álbum de estreia, homónimo, que entretanto foi batizado de Rock'n'Roll Outlaw, título de uma das suas músicas mais conhecidas e a melhor definição para o seu som. Os anos seguintes foram passados na estrada, até que em 1981 o grupo regressa à Sydney para gravar Assault and Battery, seu segundo álbum.
No ano seguinte o grupo lança Scarred for Life e excursiona com o ZZ Top e o Aerosmith e após a turnê a banda se desfaz. Angry Anderson reune novos integrantes e grava Southern Stars em 1984 e Beats From a Single Drum em 1986 e pouco depois tambem ele decide deixar a música para se dedicar a outras áreas.
Em 1993 a banda retorna as atividades. Estão em ativa até hoje.
No ano de 1988, a banda Guns N' Roses regravou a música Nice Boys do álbum de estréia do Rose Tattoo no disco G N' R Lies.
Em março de 2006 morre o baixista Peter Wells.
Em 22 de dezembro de 2009 morre o guitarrista Mick Cocks. Segundo a agência Reuters, Cocks foi o quarto músico da banda a ter a doença. 
Também faleceram em 2006 o baixista Ian Rilen e o guitarrista Pete Wells, e em 2007, o guitarrista Lobby Loyde.
Em setembro de 2017, o ex baixista do AC/DC, Mark Evans foi anunciando como novo integrante da banda.

## Integrantes
Formação atual
- Angry Anderson – vocal
- Bob Spencer – guitarta
- Mark Evans – baixo
- Justin Ngariki - bateria

## Discografia
- 1978 - Rose Tattoo
- 1981 - Assault and Battery
- 1983 - Scarred For Life
- 1984 - Southern Stars
- 1986 - Beats From a Single Drum
- 1986 - A Decade of Rock
- 1992 - Nice Boys Don't Play Rock'n'Roll
- 1999 - Never Too Loud
- 2000 - 25 to Life
- 2002 - Pain
- 2007 - Blood Brothers
- 2020 - Outlaws